# Az Árpádok felemelkedése
Az Árpádok felemelkedése 2023-as magyar történelmi dokumentumfilm Bárány Krisztián rendezésében, ötletgazdája és producere Takó Sándor. A film illusztrált jelenetekkel, ismeretterjesztő módon ered Álmos, Árpád és a honfoglaló magyarság nyomába. A film a jól ismert regéinken túl, a korabeli források feldolgozásával jeles szakemberek közreműködésével mutatja be a magyarok korai történelmét, és a következő évszázadokat meghatározó Turul, vagy közismert nevén Árpád nemzetség egyedülálló felemelkedéstörténetét is. Árpád szerepében Csórics Balázs látható.
A dokumentumfilm a Nemzeti Filmintézet által elindított televíziós pályázat segítségével valósult meg, költségvetése nem haladta meg a húszmillió forintot. A film több mint három éven át, számos szakértő közreműködésével készült, olyan intézmények bevonásával mint a Magyar Nemzeti Múzeum, vagy az Országos Széchényi Könyvtár. A film az államalapítás ünnepén, 2023. augusztus 20-án debütált a Duna televízió ünnepi műsorkínálatában.

## Alkotógárda
A dokumentumfilmet a nagy sikerű Erdély – Ég és föld között című sorozatot is jegyző Csillagos Ötös Kft. gyártotta, producere Takó Sándor, forgatókönyvírója-rendezője Bárány Krisztián, szakértője Sudár Balázs, narrátora Csernák János, zeneszerzője Cseh István voltak.
A filmet olyan neves szakértők segítették, mint Sudár Balázs, Zsoldos Attila, Bácsatyai Dániel, a Bölcsészettudományi Kutatóközpont történész munkatársai, B. Szabó János, a Budapesti Történeti Múzeum történésze, Csáji László Koppány kulturális antropológus, Révész László, a Szegedi Tudományegyetem régészprofesszora, Szenthe Gergely és Soós Bence, a Magyar Nemzeti Múzeum régészei, továbbá Cs. Andrási Réka, a Türr István Múzeum régésze és Szilágyi Krisztián Antal régész.

## Fogadtatása
A filmet a kritika kiválóan fogadta, a Mandiner "példaértékű összefogás eredményeként" értékelte, a Magyar Nemzet azt emelte ki, hogy Az Árpádok felemelkedése az első film, amely "átfogóan mutatja be a magyarság IX-X. századi történetét".
A HVG kritikusa, Lenthár Balázs a magyar történelmi dokumentumfilmek követendő példájaként említette a filmet, kritikájában azt írta, hogy "(...)míg A pozsonyi csatán, meg az Aranybullán leginkább csak – vérmérséklet függvényében – kacagni, illetve bosszankodni lehet, addig a Lovakon nyergekben, illetve a nem rég bemutatott Árpádok felemelkedése című filmek segítségével közelebb juthatunk a IX.–X. századi magyarság megértéséhez." A kritikában kiemelte, hogy a film "nem arra használta a történeti hátteret, hogy aktuálpolitikai üzeneteket csomagoljon bele, hanem egész egyszerűen egy történeti korszak mélyebb megértetésére tett kísérletet." 
A Cinemániás filmkritikus oldal úgy fogalmazott, hogy "manapság, amikor finoman szólva megosztó produkciók látnak sorra napvilágot hazánk történelmével kapcsolatosan, felemelő érzés az alkotók őszinte törekvését látni, miszerint olyan mozgóképpel meséljenek őseinkről, melyeket bárki nyugodtan megnézhet, nem fog benne csalódni. Létezik még ugyanis ismeretterjesztő alkotás, amely valóban szívből készül, legbensőbb indíttatás által kerül a vászonra és teljes mértékben hitelesen akarja tudtunkra adni; micsoda büszkeség magyarnak lenni." 
Ch Gáll András, az Index.hu kritikusa a következőket írta Takó filmjéről: "Mértéktartás, tárgyilagosság, forráskritika, és mindenekelőtt profizmus. Ezek azok a kellékek, amelyek nem árt, ha rendelkezésre állnak egy olyan Ismeretterjesztő történelmi dokumentumfilm forgatókönyvének elkészítésekor és forgatása közben, mint Az Árpádok felemelkedése című 54 perces alkotás, ami hosszát tekintve átmenetet képez a rövidfilm és az egész estét betöltő mozi között. Márpedig Takó Sándor producer, Bárány Krisztián rendező és nívós történészcsapatot összefogó, a Magyar Érdemrend Lovagkeresztjével kitüntetett Sudár Balázs, az iszlám misztika felkent tudora rendelkezik ezekkel a tulajdonságokkal."